# Вишнівська сільська рада (Покровський район)
| Вишнівська сільська рада — колишній орган місцевого самоврядування у Покровському районі Дніпропетровської області з адміністративним центром у с. Вишневе. Сільській раді були підпорядковані населені пункти: - с. Вишневе - с. Вербове - с. Данилівка - с. Єгорівка - с. Кирпичне - с. Новоолександрівка - с. Першотравневе - с. Привілля |

## Склад ради
Рада складалася з 16 депутатів та голови.

## Керівний склад сільської ради
| ПІБ                             | Основні відомості                                                                         | Дата обрання | Дата звільнення |
| ------------------------------- | ----------------------------------------------------------------------------------------- | ------------ | --------------- |
| Гапон Олександр Гаврилович      | Сільський голова, 1956 року народження, освіта, член Всеукраїнського об'єднання "Громада" | 26.03.2006   | 31.10.2010      |
| Аванісов Анатолій Володимирович | Сільський голова, 1970 року народження, освіта вища, член Партії регіонів                 | 31.10.2010   |                 |

Примітка: таблиця складена за даними джерела